# سدها
سدها (انگلیسی: Sadha؛ زادهٔ ۱۷ فوریه ۱۹۸۴) هنرپیشه اهل هند است. وی از سال ۲۰۰۲ میلادی تاکنون مشغول فعالیت بوده است.
از فیلم‌ها یا برنامه‌های تلویزیونی که وی در آن نقش داشته است می‌توان به رمان، مونالیزا، کلیک، به خاطر تو، دشمن، ماه در میان ستارگان و پریاساکهی اشاره کرد.
وی همچنین برندهٔ جوایزی همچون جایزه فیلم‌فیر جنوب شده است.